# Râul Topolog, Dunăre
: Pentru alte utilizări ale toponimicului, vedeți pagina de dezambiguizare Topolog.
Râul Topolog este un curs de apă mic din Dobrogea. El își are obârșia în Podișul Casimcei, în apropiede de localitatea Topolog din județul Tulcea. Râul traversează un culoar numit Depresiunea Topologului, care desparte două unități fizico-geografice distincte și anume Podișul Casimcei propriu-zis (la Est) si Podișul Hârșovei (la Vest).

## Descriere
Cursul râului, care este orientat inițial de la nord-vest spre sud-est, își schimbă direcția spre vest în partea aval. Topologul se varsă într-un lac, format prin depunerile de aluviuni ale Dunării care au barat gura de vărsare a micului curs.
Râul are o lungime totală de 38 km, din care 20 km în județul Tulcea, iar restul în județul Constanța. Suprafața totală a bazinului hidrografic este de 343 km², din care 165 km² în județul Tulcea, iar restul în județul Constanța.